# Tjejclown
Tjejclown, med undertiteln Livmoder i strängarna - garanterat utan stake är ett svenskt musikalbum från år 1974.
Undertiteln åsyftade att det var den svenska kvinnorörelsens första skiva där all text och musik var skriven av kvinnor och att samtliga medverkande var kvinnor. En tidigare skiva, Sånger om kvinnor, hade haft manliga musiker, kompositörer och textförfattare.
LP-skivan utgavs på skivbolaget MNW med skivnummer MNW 48P. 

## Låtlista
| Sid A 1. Tjejclown 2. Flugsvampen 3. Stackars lilla dumma jag 4. Skoldans 5. Sista sången.Punkt slut. 6. Stycka inte kvinnan 7. Kvinnomåtten 8. Knäpp gylfen Freud | Sid B 1. Spegelvals 2. Lillemans vaggvisa 3. Murarhantlangerskorna 4. Två baksidor av samma medalj 5. Mans kvinna - vaknar 6. Lillemors visa 7. Brudlåt 8. Förbundet 9. Det växer ett språk 10. Kulningar |

## Medverkande
| - Anita Berger - Hélène Bohman - Marianne Dahlin - Lena Ekman - Katarina Fritzén - Mari Girong - Ann-Marie Henning - Mimie Hedström - Maud Hägg - Siv Jansson | - Gittan Jönsson - Anne Lidén - Lillemor Lind - Anita Livstrand - Stina Lundgren - Turid Lundqvist - Wiveca Säwén - Annbritt Ryde - Gunilla Thorgren - Sonja Åkesson |